# Hirtacina
Irtakina o Yrtakina (en grec antic Υρτακίνα) va ser una ciutat al sud-oest de l'illa grega de Creta, que segons Claudi Ptolemeu i Esteve de Bizanci estava situada al sud-est de Polirrènia i a l'oest de Lappa. Escílax de Carianda diu que era al sud de l'illa, i al sud del temple d'Àrtemis Dictínia en un districte anomenat Pergàmia. Estaria situada situada entre els pobles actuals de Temenia i Papadiana.
Les seves ruïnes són al turó de Kastri i inclouen part de les muralles ciclòpies als costats nord i oest d'uns 500 metres de longitud. Els altres costats eren protegits per un tallat de la muntanya. S'observa la dificultat que hi havia per accedir a la porta d'entrada, ja que la única entrada tenia al seu interior diverses muralles en forma de passadissos per on havia de passar l'enemic en cas de voler entrar a la ciutat.
El 1939, Theophanidis va fer-hi excavacions al temple de Pan.